# 18-та зенітна дивізія (Третій Рейх)
18-та зенітна дивізія (Третій Рейх) (нім. 18. FlaK-Division) — зенітна дивізія Вермахту, що діяла протягом Другої світової війни у складі Повітряних сил Третього Рейху.

## Історія з'єднання
18-та зенітна дивізія сформована 10 квітня 1942 року на основі розформованого штабу 2-го зенітного корпусу з командним пунктом у лісовому таборі під Смоленськом. Командування дивізії було підпорядковане командуванню Люфтваффе «Схід», у смузі відповідальності якого тепер усі протиповітряні сили підкорялися командуванню новосформованої дивізії. Першим командиром дивізії став генерал-майор Ріхард Райманн. Станом на квітень 1942 року до складу дивізії входили полки:
- 6-й зенітний полк
- 10-й зенітний полк
- 21-й зенітний полк
- 34-й зенітний полк
- 101-й зенітний полк
- 125-й зенітний полк
- 133-й зенітний полк.

Однак первісну чисельність із семи полків не вдалося зберегти дуже довго, і до травня 1942 року 21-й, 34-й і 101-й полки були розформовані. До лютого-березня 1943 року полки 18-ї зенітної дивізії брали участь у кількох сутичках, наприклад під Ржевом, де 101-й зенітний полк зміг підбити 105 радянських танків.
Наприкінці 1943 року полки 18-ї зенітної дивізії знову відзначилися у важких боях на смоленському напрямку, у звіті вермахту від 25 листопада 1943 року дивізія отримала подяку. У ході загального відступу німців, що почався на початку 1944 року, керівництво дивізії було змінено. 1 лютого 1944 року оберст Адольф Вольф, який згодом став генерал-майором, змінив принца Ройсса. З ним на чолі 18-та зенітна дивізія пережила крах групи армій «Центр», який розпочався 23 червня 1944 року з початком стратегічної наступальної операції «Багратіон» Червоної армії. За кілька місяців радянським військам вдалося розбити 28 із 38 німецьких дивізій. У центрі всього цього опинилася 18-та зенітна дивізія, яка потрапила в «мішок» під Вітебськом. Серед іншого, 34-й і 101-й зенітні полки втратили до семи зенітних дивізіонів у Бобруйську, в Орші, Могильові та самому Вітебську. 25 червня 1944 року генерал-лейтенант Альфонс Гіттер і генерал Фрідріх Голльвіцер, як командувач оточених військ, віддали всупереч наказу Гітлера розпорядження про негайний прорив з оточення, але це не вдалося. Лише небагатьом з оточених частин 18-ї зенітної дивізії вдалося самостійно пробитися до німецьких позицій на заході. Проте всі гармати були втрачені.
Вціліли підрозділи 18-ї зенітної дивізії до вересня 1944 року брали участь у боях на кордоні Східної Пруссії в районі Августов-Ширвіндт-Шлосберг. Станом на 1 вересня 1944 року сильно виснажені сили 18-ї зенітної дивізії становили лише три полки (6-й, 34-й і 125-й). На початку жовтня, коли дивізія брала участь у боях із 3-ю армією в Східній Пруссії та Курляндії, відбулася остаточна зміна командного складу. Оберст Гюнтер Закс перейняв командування дивізією і командував нею до кінця війни.
На початку жовтня 1944 року сили дивізії вдалося поновити за рахунок додавання двох нових зенітних полків: 116-й і 138-й зенітні полки перейшли до 18-ї зенітної дивізії. 22 жовтня 1944 року з'єднання було знову відзначено у звіті Вермахту за успіхи в обороні від радянських військ, особливо в протитанковій обороні. До початку 1945 року полки дивізії були змушені відійти на лінію Дейма — Гайльсберг.
Наприкінці січня 1945 року командний пункт знаходився в Кенігсберзі, де дивізія була підпорядкована командуванню Люфтваффе «Східна Пруссія» і керувала всіма зенітними силами Люфтваффе, дислокованими в цьому районі. На початку лютого дивізія мала ще 51 важку і 36 середніх і легких зенітних батарей. Також було сім прожекторних батарей. У середині березня 1945 року командний пункт штабу дивізії у зв'язку зі сформованою ситуацією був передислокований у Лохштедт.
На початку квітня 1945 року 81-й полк був остаточно втрачений у боях у фортеці Кенігсберг. Лише сотня бійців змогла прорватися до німецьких рубежів. Більшість, близько 1500 солдатів, потрапили в радянський полон. Формування, що базувалися у Фішхаузені, втратили майже всі свої зенітні гармати до середини квітня. 116-й полк був майже повністю знищений. Решта з них (близько 1000 осіб) потім пішки пішли до Піллау, де спочатку використовувалися як захист від повітряних нальотів на Віслинській косі та портових спорудах до кінця війни. 7 травня 1945 року їх перекинули до Гели для охорони тамтешнього порту.

## Райони бойових дій
- Східний фронт (центральний напрямок) (квітень 1942 — серпень 1944);
- Німеччина (Східна Пруссія) (серпень 1944 — травень 1945).

## Командування

### Командири
- генерал-майор Ріхард Райманн (10 квітня 1942 — 9 березня 1943);
- генерал-лейтенант принц Генріх XXXVII Ройсс цу Кьостріц (9 березня 1943 — 30 квітня 1944);
- генерал-майор Адольф Вольф (30 квітня — 1 жовтня 1944);
- генерал-майор Гюнтер Закс (2 жовтня 1944 — 8 травня 1945).

### Підпорядкованість
| Час         | Корпус        | Командування/Флот                       | Штаб           |
| ----------- | ------------- | --------------------------------------- | -------------- |
| 1942        |               |                                         |                |
| 10 квітня   | —             | Командування Люфтваффе «Схід»           | Смоленськ      |
| 1943        |               |                                         |                |
| 1 січня     | —             | Командування Люфтваффе «Схід»           | Смоленськ      |
| 3 листопада | II корпус ППО | 6-й повітряний флот                     | Білорусь       |
| 1944        |               |                                         |                |
| 1 січня     | II корпус ППО | 6-й повітряний флот                     | Білорусь       |
| 1945        |               |                                         |                |
| 1 січня     | II корпус ППО | 6-й повітряний флот                     | Східна Пруссія |
| 23 січня    |               | Командування Люфтваффе «Східна Пруссія» | Східна Пруссія |

### Склад
| 1 березня 1944     | 1 грудня 1944       | 21 січня 1945       |
| ------------------ | ------------------- | ------------------- |
| 6-й зенітний полк  | 6-й зенітний полк   | —                   |
| 10-й зенітний полк | —                   | —                   |
| —                  | 34-й зенітний полк  | —                   |
| 35-й зенітний полк | —                   | —                   |
| —                  | —                   | 87-й зенітний полк  |
| —                  | 116-й зенітний полк | 116-й зенітний полк |
| —                  | 125-й зенітний полк | 125-й зенітний полк |
| —                  | 136-й зенітний полк | —                   |